# Die Polizei-Chiefs von Delano
Die Polizei-Chiefs von Delano (Originaltitel: Chiefs) ist eine US-amerikanische Krimi-Miniserie aus dem Jahr 1983, die auf dem im Original gleichnamigen Roman von Stuart Woods basiert. Sie spielt in der fiktiven Stadt Delano im Süden der USA, wobei jeder Teil der Serie eine gewisse Zeitspanne abdeckt, ohne jedoch lückenlos zu sein.
Das Thema im Vordergrund ist eine Serie von Morden und Verstümmelungen an jungen weißen Männern, die sich über vierzig Jahre hinzieht. Dahinter, aber nicht verborgen, werden die anhaltenden Probleme der USA beleuchtet, allem voran der in dieser Zeit, Gegend und Gesellschaft immanente Rassenhass. Die alle Teile miteinander verbindende Figur ist der Lokalpolitiker Hugh Holmes (dargestellt von Charlton Heston), der die Entwicklung der Stadt maßgeblich mitbestimmt.
Die Ausstrahlung in den Vereinigten Staaten fand vom 13. bis zum 16. November 1983 beim Sender CBS statt. In Deutschland zeigte Sat.1 den Dreiteiler vom 24. bis zum 26. November 1988. Die Serie wurde 1984 für drei Emmys nominiert, darunter Keith Carradine als bester Nebendarsteller in einer Miniserie.

## Handlung

### Teil 1 –Die Morde
Im Jahre 1924 stellen sich zwei Männer zur Wahl zum Polizeichef von Delano. Der eine ist Will Henry Lee, ein bekannter, als fair geltender und beliebter Farmer aus der Gegend. Sein Gegenkandidat ist Foxy Funderburke, Hundezüchter und Veteran des Ersten Weltkriegs, der als Sonderling gilt. Lee wird gewählt und beginnt alsbald zu ermitteln. Dabei gerät er in Konflikt mit Skeeter Willis, dem korrupten County-Sheriff mit Verbindungen zum Ku-Klux-Klan, der ihn nach Kräften behindert.
Dennoch kann Lee den Mörder identifizieren. Im Verlaufe seiner Ermittlungen wird er jedoch von einem an Malaria erkrankten Mann versehentlich angeschossen und verstirbt an den Folgen seiner Verletzungen, ohne sein Wissen weitergeben zu können. Er hinterlässt einen Sohn, Billy Lee, der mit dem Sohn des Mannes befreundet ist, welcher seinen Vater niederschoss.

### Teil 2 –Rassenhaß
Im Sommer 1945 kehren zahlreiche junge Männer aus dem Zweiten Weltkrieg zurück in die Vereinigten Staaten, unter ihnen Sonny Butts, ein durch und durch rassistischer junger Mann. Er bekommt die Stelle als Polizeichef von Delano und missbraucht sie. So ist Butts daran beteiligt, einen schwarzen Kriegsveteran namens Marshall Peters zu verprügeln.
Er ermittelt jedoch auch im Fall der ermordeten jungen Männer weiter, nachdem er die Akten von Will Henry Lee in die Hände bekommt. Zu diesem Zweck sucht er Foxy Funderburke auf, wird jedoch von ihm getötet und mitsamt seinem Motorrad auf Funderburkes Grundstück verscharrt.

### Teil 3 –Das Massengrab
Im Jahr 1962 steht erneut eine Wahl zum Polizeichef von Delano an, und Billy Lee stellt sich zur Wahl zum Gouverneur des Bundesstaates. Zugleich schlägt er einen ehemaligen Offizier namens Tyler Watts als Polizeichef vor, der sich zur Überraschung der meisten als Afro-Amerikaner entpuppt.
Nach wie vor verschwinden in der Gegend junge weiße Männer, und Watts beginnt seinerseits zu ermitteln. Dabei stößt er auf Hindernisse, zum einen in Gestalt von Sheriff Skeeter Willis, zum anderen durch starr ausgelegte gesetzliche Bestimmungen, die ihm eine eigenständige Durchsuchung des Anwesens von Foxy Funderburke verwehren. Er erreicht jedoch, dass das FBI eine Durchsuchung vornimmt, bei der er als Beobachter anwesend sein darf.
Als einer der Agenten über den Lenker von Sonny Butts vergrabenem Motorrad stolpert, sieht sich Funderburke entlarvt. Er feuert mit einem Gewehr auf Watts und verletzt ihn leicht, wird dann aber von den Agenten getötet. Nach und nach kommen mehr als vierzig Leichen zum Vorschein, unter anderem die von Sonny Butts.
Billy Lee, Tyler Watts und Hugh Holmes teilen ihr Bedauern um das Geschehene. Dennoch wird Billy Lee zum Gouverneur gewählt, und Tyler Watts eröffnet ihm seine wahre Identität als sein Jugendfreund, indem er ihn an einer Pferdekoppel an ein Gespräch erinnert, das die beiden als Jungen vor achtunddreißig Jahren miteinander geführt haben.

## Besetzung und Synchronisation
Die deutsche Synchronisation entstand nach einem Dialogbuch und unter der Dialogregie von Thomas Danneberg durch die Synchronfirma Arena Synchron in Berlin.
| Rollenname                | Schauspieler       | Synchronsprecher         |
| ------------------------- | ------------------ | ------------------------ |
| Hugh Holmes               | Charlton Heston    | Erich Schellow           |
| Foxy Funderburke          | Keith Carradine    | Eberhard Prüter          |
| Will Henry Lee            | Wayne Rogers       | Frank Glaubrecht         |
| Billy Lee                 | Stephen Collins    | Michael Christian        |
| Tyler Watts / Joshua Cole | Billy Dee Williams | Engelbert von Nordhausen |
| Sheriff Skeeter Willis    | Paul Sorvino       | Gerd Duwner              |
| Sonny Butts               | Brad Davis         | Detlef Bierstedt         |
| Marshall Peters           | Danny Glover       | Kurt Goldstein           |
| Carrie Lee                | Tess Harper        | Alexandra Lange          |
| Trish Lee                 | Victoria Tennant   | Traudel Haas             |